# Generación del 36
La generación de 1936 (también, generación del 36, promoción de 1936 o primera generación de posguerra) es el nombre que se le ha dado al movimiento literario situado entre 1936 y 1941 constituido en España por los escritores, poetas y dramaturgos de la época de la guerra civil española.

## Características

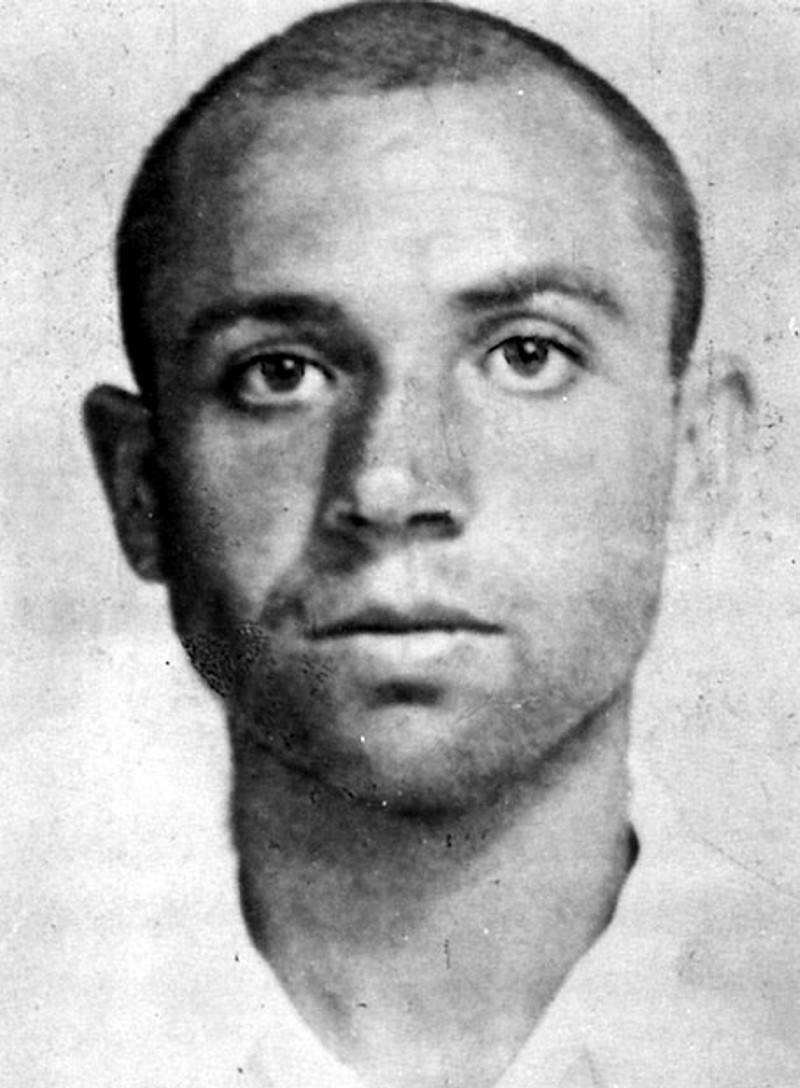
Miguel Hernández, en 1939.

Los escritores agrupados en esta generación fantasma, compartieron con diferente intensidad las consecuencias de la España de la autarquía y la división entre vencedores y vencidos, la censura y las penurias y miserias morales y materiales que imponía la situación, durante un periodo en el que en Occidente prevalecían las corrientes existencialistas.
Se formaron en ambientes universitarios de la dictadura de Primo de Rivera y la II República. Las características principales son:[cita requerida]
- Rehumanización del arte
- Arte cercano a los conflictos sociales
- Vuelta al realismo, existencialismo, regeneracionismo
- Etiquetados como 'intelectuales arrojados a las cárceles'

Del poeta Miguel Hernández, muerto en el umbral del periodo y considerado por varios críticos como faro de esta generación, pueden citarse estos versos de su Elegía a Ramón Sijé que, de algún modo, resultan orientadores del espíritu que envolvió a sus componentes:

"No hay extensión más grande que mi herida, 
lloro mi desventura y sus conjuntos 
y siento más tu muerte que mi vida."
Miguel Hernández (1935)

Los poetas de esta promoción suelen dividirse en varios grupos: poesía arraigada, también llamada garcilasismo, y poesía desarraigada; postismo, grupo Cántico, etcétera.[cita requerida]

## Componentes
Ricardo Gullón dejó una lista de los autores que consideró vinculados a esta generación, integrándose él mismo entre sus ensayistas. Los criterios generacionales que siguió no son rígidos y por tanto discutibles. Los parámetros manejados son la edad, la dedicación a la literatura en la fecha de partida (1936) —y señalada como definitoria de la generación—, la convivencia de muchos de ellos, la publicación en las mismas revistas, colecciones literarias, diarios y otras publicaciones, y la participación en las experiencias de la época desde similares círculos de acción.
Los poetas de la generación, según esta norma, serían: Alfonsa de la Torre, Ángela Figuera Aymerich, Miguel Hernández, José Hierro, Luis Rosales, Leopoldo Panero y Juan Panero, Luis Felipe Vivanco, José María Fonollosa, Ildefonso-Manuel Gil, Germán Bleiberg, José Antonio Muñoz Rojas, José María Luelmo, Pedro Pérez Clotet, Rafael Duyos, Celso Amieva, Gabriel Celaya, Arturo Serrano Plaja, José Herrera Petere, Juan Vázquez, Vicente Gaos, Blas de Otero, Carlos Rodríguez-Spiteri y, en cierta manera, Juan Gil-Albert.
En el grupo de pensadores y críticos figurarían: Enrique Azcoaga, José Antonio Maravall, Antonio Sánchez Barbudo, Ramón Faraldo, Eusebio García Luengo, María Zambrano, Antonio Rodríguez Moñino, José Ferrater Mora y el mismo Ricardo Gullón. 
Entre los narradores, Camilo José Cela, Carmen Laforet, Gonzalo Torrente Ballester, Jorge Campos y Miguel Delibes. Entre los dramaturgos, Antonio Buero Vallejo.
A este núcleo central de la generación es preciso añadir los nombres de quienes se incorporan a ella durante la guerra civil, o inmediatamente después de acabar esta, y que desde antes puede decirse que figuraban idealmente junto a los ya dichos, y los del «Garcilasismo»: Dionisio Ridruejo, José Luis Cano, Ramón de Garciasol, Pedro Laín Entralgo, Juan López Morillas, José Luis Aranguren, Julián Marías, Juan Rof Carballo, Segundo Serrano Poncela, Juan Antonio Gaya Nuño, José Suárez Carreño, Jorge Campos, Fernando Allué y Morer y José Manuel Blecua.